# Pierre Souquès
Pierre Souquès, né le 2 janvier 1910 à Paris et mort le 10 avril 2007 à Neuilly-sur-Seine, est un homme politique français.

## Biographie
Fils d'un artiste lyrique, c'est grâce à une bourse que Pierre Souquès peut faire des études secondaires qui le mènent au baccalauréat, obtenu en 1928. Il occupe alors un emploi temporaire au ministère de l'Agriculture, tout en poursuivant des études de droit jusqu'à la licence, obtenue en 1933. Par la suite, il reprendra les études et obtiendra un doctorat en juillet 1941.
Poursuivant une carrière administrative, il est promu comme secrétaire des services administratifs du Sénat en septembre 1939, peu de temps avant d'être mobilisé. Participant aux combats en Norvège, il est fait prisonnier, mais parvient à s'évader et à revenir en France, où il réintègre l'administration, d'abord à Vichy, puis à Châtelguyon. Il participe aussi à la résistance, au sein du réseau Gallia-Reims. Son action pendant la seconde guerre mondiale lui vaut la médaille militaire,  la médaille de la Résistance, la médaille des évadés, la croix du combattant volontaire de la Résistance, et participe à l'obtention de la légion d'honneur.
A la Libération, il obtient un poste dans les services administratifs de l'assemblée consultative, avant de devenir secrétaire administratif du groupe radical de l'assemblée constituante. Il était en effet membre du parti radical depuis 1928.
A la mise en place du Conseil de la République, il intègre son administration, comme sous-chef de division, avant de devenir, en mars 1947, chef de cabinet du président du Conseil de la République, Gaston Monnerville.
L'année suivante, il entre au bureau national du Parti radical.
En 1951, il se lance dans la lutte électorale, en menant une liste radicale en Indre-et-Loire. Avec 9,1 % des voix, il doit son élection comme député au large apparentement des listes de la « troisième force » dans ce département.
Secrétaire de l'assemblée, il est un nouveau député très actif, déposant de nombreux textes et intervenant régulièrement dans les débats. Dans ces travaux très éclectique, on peut noter qu'il suit les modifications du code du travail de décembre 1951, ainsi que les questions statutaires touchant aux personnels communaux.
En lien avec son implantation électorale, il défend la création d'un comité interprofessionnel des vins d'appellation contrôlée Touraine.
Au sein du groupe radical, de plus en plus divisé, il fait partie des soutiens les plus clairs de Pierre Mendès-France, tandis qu'il s'oppose à l'aile modérée du parti, votant ainsi la chute du gouvernement Edgar Faure en novembre 1955.
En 1956, la liste qu'il mène dans l'Indre-et-Loire obtient 11,3 % des voix, ce qui est insuffisant pour assurer sa réélection. Néanmoins, en mars, l'élection du poujadiste Lionel Cottet est invalidée, et Pierre Souquès proclamé élu.
Toujours actif, il reprend le dossier statutaire des personnels communaux, et s'intéresse toujours à des sujets divers : protection de l'enfance, divorce, fiscalité, reclassement des fonctionnaires...
Toujours proche, dans ses positions plus que dans les faits, de Pierre Mendès-France, il vote contre l'investiture de Charles de Gaulle en mai 1958. Cette position ferme, tout comme sa participation au comité départemental de vigilance, créé à l'initiative du PCF et composé essentiellement de communistes, le mettent en difficulté avec les radicaux d'Indre-et-Loire, et il décide de quitter le parti radical pour s'investir dans l'Union des forces démocratiques.
Conscient que ses chances de conserver son siège de député sont quasi nulles, il décide de ne pas se représenter en 1958, et réintègre l'administration du Sénat, comme chef de division.
En 1962, il se présente aux législatives, sous l'étiquette obscure de l'Action démocratique et laïque, mais n'obtient que 9,5 % des voix au premier tour.
Il se consacre alors exclusivement à sa carrière professionnelle, devenant en 1964 directeur du service des procès-verbaux du Sénat.

## Détail des fonctions et des mandats
Mandats parlementaires
- 17 juin 1951 - 1er décembre 1955 : Député d'Indre-et-Loire
- 2 janvier 1956 - 8 décembre 1958 : Député d'Indre-et-Loire